# Mar Gewargis (Bagdad)
Die Kirche des Heiligen Georg des Märtyrers, auch Georgskirche, Gewargis-Kirche, Mar Gewargis oder Mar Gewergis (arabisch كنيسة مار كوركيس الشهيد oder كنيسة مار كوركيس), ist eine Kirche in der irakischen Hauptstadt Bagdad, die im Jahre 1961 geweiht wurde. Seit der Besetzung und Übernahme der Mar-Zaya-Kathedrale in Karradat Maryam 1968 durch die Alte Kirche des Ostens ist sie die größte und bedeutendste Kirche der Assyrischen Kirche des Ostens in Bagdad. Sie steht im traditionell christlich-assyrischen Stadtteil Dora.

## Standort
Die Kirche steht im assyrischen Viertel von Dora an der Nordseite der „Lehrerstraße“ (شارع المعلمين), etwa 1 km südlich vom Westufer des Tigris, wo sich gegenüber das Universitätsgelände befindet, 250 m südsüdöstlich der chaldäischen St.-Johannes-Kirche und rund 700 m südsüdöstlich der Kirche Mart Hmona Alathurran.

## Geschichte
Das Stadtviertel Dora am Westufer des Tigris entstand in den 1950er Jahren, als Assyrer in großer Zahl aus al-Habbaniyya nach Bagdad umsiedelten, wobei die meisten Häuser in den 1960er und 1970er Jahren entstanden. So gab es an diesem Siedlungsschwerpunkt der Assyrer in Bagdad bald Bedarf für eine neue Kirche. Die assyrische Mar Gewergis wurde 1961 fertiggestellt. Der Bau wurde durch Spenden aus der Gemeinde und aus der Diaspora ermöglicht. Mit 800 Sitzplätzen konnte die geräumige Kirche den zahlreichen Gläubigen ausreichend Platz bieten.
Um das Jahr 2000 hatte die Gemeinde der Assyrischen Kirche des Ostens mit ihrer Gewargis-Kirche im Assyrischen Viertel von Dora etwa 20.000 Mitglieder. Dies änderte sich nach der Invasion der US-Truppen 2003 und der Machtübernahme von al-Qaida im Dora, insbesondere nach ihrem vorübergehenden Sieg über die US-Einheiten Ende 2006. 2004 begannen die Islamisten eine Terrorkampagne, um das Viertel von seinen ursprünglichen Bewohnern zu befreien. Durch Bombenanschläge starben mehrere Dutzend Assyrer, und in einer einzigen Nacht wurde 500 assyrische Läden niedergebrannt. Die Dschihadisten kassierten Dschizya und forderten die Auslieferung assyrischer Jungfrauen zur Zwangsverheiratung beziehungsweise Versklavung. Die Gewargis-Kirche erlitt zwei für die Dschihadisten erfolgreiche Angriffe: Am 14. April 2007 rissen Islamisten das Kreuz vom Dach der Kirche, und am 18. Mai 2007 wurde die Kirche durch einen Brandanschlag unbenutzbar. Nach dem Massenexodus der Christen – überwiegend ins Ausland, teilweise auch in den Norden Iraks, etwa in die christliche Stadt Ankawa – lebten im Jahre 2015 nur noch wenige hundert Assyrer in Dora. Die Gewargis-Kirche wurde dennoch restauriert und am 2. November 2015 wiedereröffnet. Der Eröffnungsgottesdienst wurde vom assyrischen Katholikos-Patriarchen Gewargis III. Sliwa geleitet. Anwesend waren aber unter anderen auch der syrisch-katholische Patriarch Ignatius Joseph III. Younan, armenische, jesidische und muslimische Vertreter sowie Regierungsvertreter.

## Architektur
Die assyrische Georgskirche ist eine einschiffige, geostete Kirche mit rechteckigem Grundriss. Die Kirche erinnert zwar an eine Basilika, denn in der Mitte verläuft ein Tonnendach mit Obergaden mit Fenstern und an den Seiten schräg abfallende Dächer, doch gibt es im Inneren nur einen großen Saal ohne tragende Säulen, denn die „Obergaden“ sind Teil der Dachkonstruktion. Lediglich der Altarbereich ist durch eine Bogenkonstruktion abgetrennt. Über dem Eingang am westlichen Ende ist auf der Innenseite eine Empore. Am östlichen Ende über dem Altar ist ein Turm mit quadratischem Querschnitt und darauf ein Tambour mit rundem Querschnitt und Fenstern, auf dem eine runde, von einem dreidimensionalen, dreibalkigen Kreuz gekrönte Kuppel sitzt. Am westlichen Ende befinden sich zwei Türme mit quadratischem Querschnitt, an der Nord- und Südseite Kolonnaden. Die Kanten der Türme und der Dachränder sind bei der Kirche und ihren Nebengebäuden im babylonischen Stil in Form von Zinnen gestaltet.